# Club Alpí Núria Masella Cerdanya
El Club Alpí Núria Masella Cerdanya, conegut amb les sigles CANMC o CANM-Cerdanya, és un club d'esports d'hivern de Puigcerdà, a la Baixa Cerdanya, fundat a Barcelona el 26 de desembre de 1932 amb el nom de Club Alpí Núria (CAN).
El primer club esportiu nascut per fomentar exclusivament la pràctica del nou esport, nasqué gràcies a la inauguració del cremallera i de l'estació d'esquí de Núria, on s'inicià la pràctica de l'esquí. La mateixa empresa que gestionava el cremallera Ferrocarrils de Muntanya de Grans Pendents li va donar suport en els seus inicis, com ho demostra el fet que la primera seu social d'aquest club, fundat a Barcelona, era a les oficines de l'empresa, al número 26 del Passeig de Gràcia. Alguns dels joves fundadors procedien del CEC (Centre Excursionista de Catalunya) com el que fou el primer president del club, Josep Muntanyola Rovira, i altres del Club Muntanyenc Barcelonès. El Club es va crear uns mesos abans de la fundació de la Federació Catalana d'Esquí (1933) i de la Federació Espanyola d'Esquí (1934). En ser fundada la Federació Catalana d'Esquí el 1933, el CAN formà part de la junta directiva. Després de la Guerra Civil Espanyola de 1936-39, fou reorganitzat i, des del 1941, inicià la publicació d'una circular que aviat es convertí en un butlletí, actualment en català i en castellà.
A l'inici tingué un equip d'esquí alpí i un equip d'hoquei sobre gel. Entre els anys 1940 i 1950, organitzà diverses competicions internacionals a la vall de Núria, com ara el primer concurs internacional d'hoquei sobre gel el 1954. Posteriorment, centrà l'activitat a l'estació d'esquí de Masella, continuà en diferents estacions dels Pirineus i s'establí definitivament a l'estació andorrana del Pas de la Casa, alhora que reprenia la seva activitat a Masella.
Entre els membres del club han destacat Antoni Puig, Thomas de Morawitz (que, juntament amb Joan Poll i Puig, participà en els Jocs Olímpics d'Hivern de 1948 a Saint-Moritz), Antoni Agramunt, Conxita Puig i Barata, May Luengo, Kim Carreras, Oriol Dot i Albert Rovira. Practica l'esquí alpí i ha tingut equip d'esquí artístic i acrobàtic. Disposa d'una escola d'esquí i organitza competicions d'àmbit català i estatal. El 2011 tenia uns 1.100 socis.
L'any 2014 es va proclamar club Campió del 22è Circuit Interclubs d'esquí alpí de la temporada 2013-2014, un circuit adreçat a tots els grups d'edat excepte els alevins.